# Эшер, Джон
Джон Мэллори Эшер (англ. John Mallory Asher; род. 13 января 1971, Лос-Анджелес, США) — американский актёр, режиссёр, сценарист, продюсер. Наибольшую известность получил за роль Гарри в телесериале Чудеса науки.

## Биография
Родился в актёрской семье Эдварда Мэллори и Джойс Булифант. Его усыновил третий муж Джойс Булифант, режиссёр Уильям Эшер. Джон Эшер был женат на актрисе Дженни Маккарти с сентября 1999 по сентябрь 2005 года. У пары есть один ребёнок, сын Эван Джозеф Эшер, которому поставлен диагноз аутизм.

## Фильмография

### Актёр
- October Road (сериал) (2007—2008)
- Rubbing Charlie (ТВ) (2003)
- Морская полиция: Спецотдел (сериал) (2003—2008)
- Лас Вегас (сериал) (2003—2008)
- Криминальные гонки (сериал) (2002—2003)
- C.S.I.: Место преступления (сериал) (2000—2008)
- Космические ковбои (2000)
- Новые Робинзоны (1998)
- Выстрел (сериал) (1997)
- Time Well Spent (ТВ) (1996)
- Двойной дракон (1994)
- Чудеса науки (сериал) (1994—1997)
- Окончательное решение (1993)
- Замороженные вклады (1992)
- Шаг за шагом (сериал) (1991—1998)
- Haunted, The (ТВ) (1991)
- Беверли-Хиллз 90210 (сериал) (1990—2000)
- Женаты и с детьми (сериал) (1987—1997) — Боб
- Кто здесь босс? (сериал) (1984—1992)
- Создавая женщину (1986—1993)

### Режиссёр
- Wreckage (2009)
- Грязная любовь (2005)
- Холм одного дерева (сериал) (2003—2008)
- Thank Heaven (2001)
- Diamonds (1999)
- Chick Flick (1998)
- Kounterfeit (1996)

### Сценарист
- Chick Flick (1998)